# Herbstscharnier
Das Herbstscharnier ist ein kieferorthopädisches Gerät, welches zur Korrektur einer Rücklage des Unterkiefers (Rückbiss) eingesetzt wird. Es handelt sich um eine festsitzende Apparatur bestehend aus Metallrohren, die an den unteren Eckzähnen und den oberen Molaren befestigt werden. Die Rohre werden beim Öffnen des Mundes teleskopartig auseinandergezogen. 
Die Behandlung dauert ca. sechs bis acht Monate und kann bis zum 30. Lebensjahr durchgeführt werden. Als Alternative bieten sich bei leichteren Fehlstellungen Gummizüge an, bei hochgradigen Fehlstellungen ist eine Kieferoperation notwendig.
Das Herbstscharnier sowie seine Modifikationen (Jasper-Jumper, Bite-Fixer usw.) müssen als Privatleistung abgerechnet werden, da sie nicht zur vertraglichen Kassenleistung gehören, es sei denn, herausnehmbare Modelle wie z. B. Bionatoren sind wegen schon zu weit fortgeschrittenen Wachstums nicht mehr sinnvoll.
Erfunden wurde das Gerät 1909 von dem Zahnmediziner Emil Herbst.

## Weblink
100 Jahre Herbstscharnier – Wiederentdeckung einer genialen Idee. (pdf; 496 kB) Bayerisches Zahnärzteblatt / KFO-Richter, ehemals im Original (nicht mehr online verfügbar); abgerufen am 6. August 2012. (Seite nicht mehr abrufbar. Suche in Webarchiven)